# Walter Wolf
Walter Wolf (Graz, 5 ottobre 1939) è un imprenditore, manager e dirigente sportivo canadese.
Noto per essere attivo nel settore delle attrezzature per le trivellazioni petrolifere, all'inizio degli anni settanta accrebbe notevolmente i propri guadagni grazie agli investimenti nel settore petrolifero e nelle trivellazioni del Mare del Nord. È noto anche per aver fondato la scuderia Walter Wolf Racing, che corse in Formula 1 negli anni '70.

## Biografia e carriera

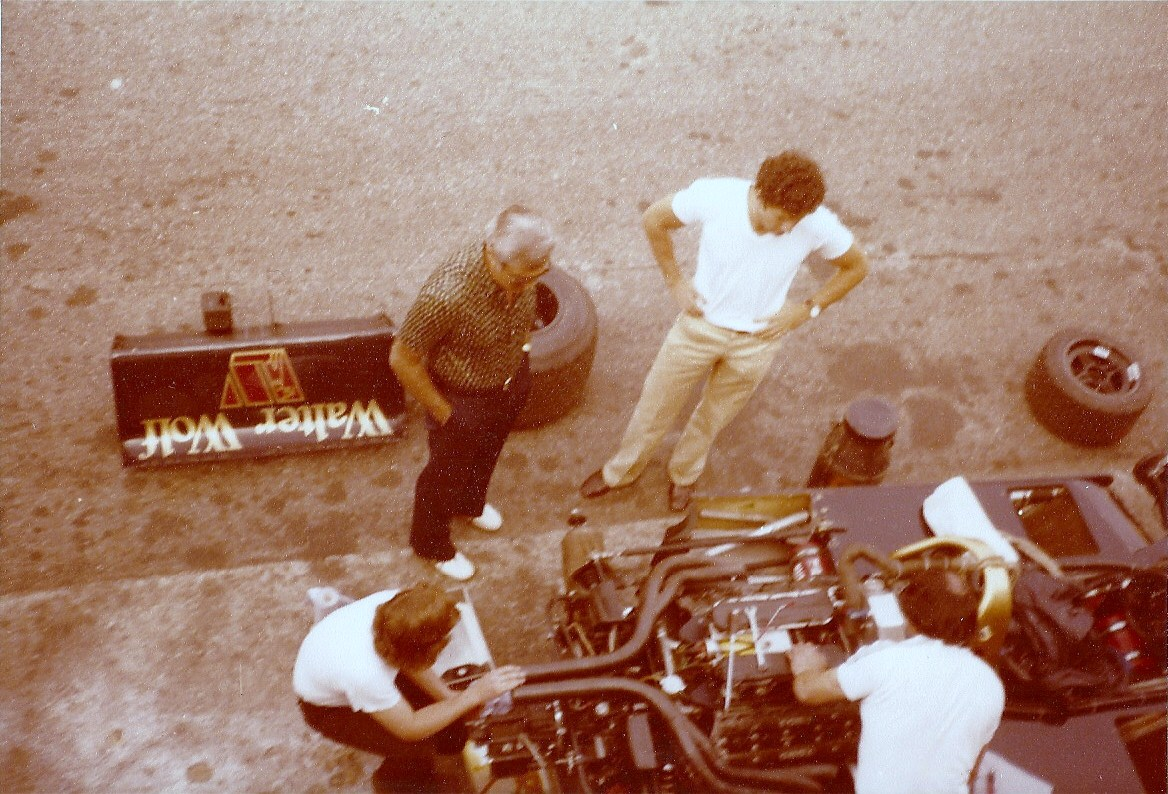
Walter Wolf (in piedi a sinistra) nel 1978

Wolf nacque a Graz, in Austria. Sua madre era una slovena della Stiria mentre suo padre era svevo. Dopo l'Anschluss, la famiglia si trasferì nel Regno di Jugoslavia. Wolf trascorse la sua infanzia a Maribor, in Slovenia. Dopo il ritorno del padre da un campo di internamento militare sovietico nel 1951, la famiglia si trasferì a Wuppertal, nella Germania Ovest. Nel 1958 si trasferirono in Canada.
In Canada Wolf divenne un affermato uomo d'affari. All'inizio i suoi fondi hanno contribuito a sostenere la neonata squadra di F1 di Frank Williams prima che Williams lasciasse il team nel 1977 per formare la Williams Grand Prix Engineering (chiamata poi Williams F1). La squadra di Wolf continuò come Walter Wolf Racing e riuscì a vincere tre Gran Premi di F1 prima di essere liquidata nel 1979.
Nel 1993 Wolf contribuì a finanziare l'infruttuosa società americana di apparecchi antincendio Firewolf Industries, ospitata in un ex edificio industriale della Piper Aircraft vicino a Lakeland in Florida.
Nel 1998 Walter Wolf è stato inserito nella Canadian Motorsport Hall of Fame.
Nel 2005 è stata mossa un'accusa contro di lui riguardo ad una possibile frode creditizia di quasi 900.000 euro, da cui è stato assolto.
Nel 2008 è stato coinvolto nel cosiddetto caso Patria, uno scandalo di corruzione che ha coinvolto la società finlandese Patria. Il programma investigativo MOT della società radiotelevisiva finlandese YLE ha sostenuto che Wolf è stato un mediatore nel pagamento di tangenti a funzionari del governo sloveno, tra cui il primo ministro Janez Janša. Sia Wolf che Janša hanno respinto tutte le accuse. La polizia finlandese ha emesso un mandato di arresto contro di lui.
Nel 2012 Wolf è stato processato presso il Tribunale regionale di Vienna e in Slovenia in relazione ai pagamenti di tangenti per l'acquisto di carri armati Patria AMV finlandesi da parte dell'esercito sloveno. Il lobbista d'armi Hans-Wolfgang Riedl è stato condannato a tre anni di carcere nel 2013 per frode fiscale e pagamenti di tangenti, ma è stato assolto dall'accusa di coinvolgimento in un'organizzazione criminale. Poiché per un'organizzazione criminale sono necessarie diverse persone e Wolf era l'unica altra persona accusata di questo reato dopo la assoluzione di Riedl, il procedimento contro di lui è stato sospeso.
Il procedimento dinanzi al tribunale distrettuale di Lubiana, in Slovenia, in cui il primo ministro sloveno Janez Janša è stato condannato a due anni di reclusione, ha portato anche a un mandato di arresto internazionale per la detenzione preventiva di Wolf nel 2013. Wolf è stato arrestato nel gennaio 2015 a Ottawa, in Canada, ma Wolf è stato successivamente rilasciato su cauzione. Il 10 agosto 2015 sono scaduti i termini di prescrizioni per le accuse di corruzione, secondo le quali diverse centinaia di migliaia di euro sarebbero state pagate come tangenti. Di conseguenza il mandato d'arresto e la custodia cautelare ordinata sono state revocate.
L'azienda croata Adris grupa commercializza una delle sue marche di sigarette come Walter Wolf.